# Isaccea
Isaccea (Ausspracheⓘ; türkisch İshakçı) ist eine Kleinstadt im Kreis Tulcea in der rumänischen Dobrudscha.

## Lage
Isaccea liegt am Südufer der Donau, die hier die Grenze zur Ukraine bildet. Der Beginn des Donaudeltas und die Kreishauptstadt Tulcea befinden sich etwa 30 km östlich.

## Geschichte

### Antike

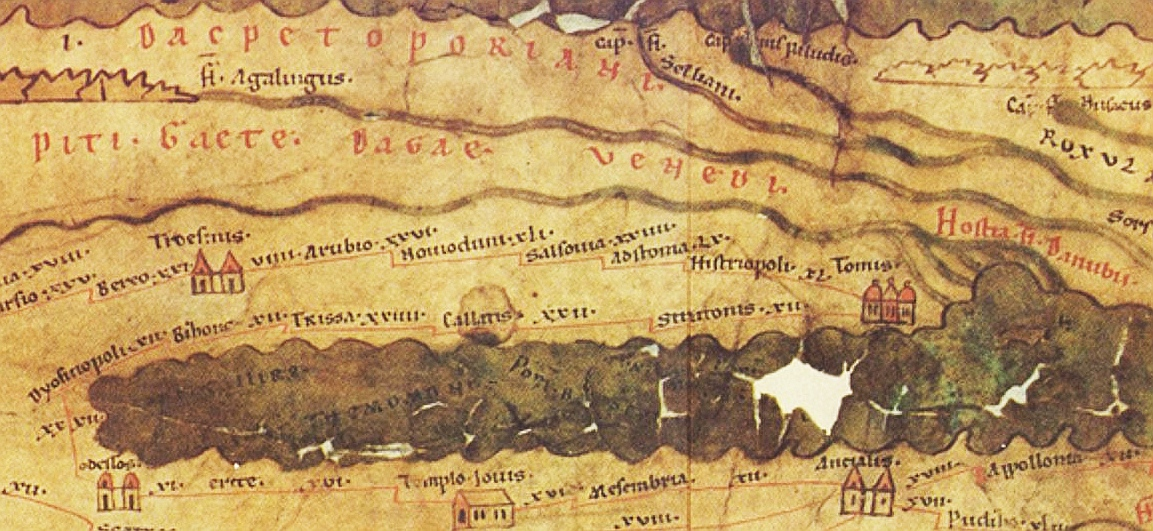
Isaccea unter dem Namen Novioduni xli auf der römischen Karte Tabula Peutingeriana

Das Gebiet der heutigen Stadt ist seit langer Zeit bewohnt; im nordwestlichen Teil der Stadt wurden Reste einer Siedlung gefunden, die etwa auf das Jahr 4000 v. Chr. zu datieren ist.
Später folgten Geten, die von hellenischer Kultur beeinflusst waren. Im 3. Jahrhundert v. Chr. dehnten die Kelten ihr Einflussgebiet bis an die untere Donau aus und gaben dem Ort den Namen Noviodunum.
Der Persische König Dareios I. überschritt 514 v. Chr. wahrscheinlich hier mit einer Schiffbrücke die Donau, um gegen die Skythen zu kämpfen. Griechische Chronisten wie Claudius Ptolemäus und Hierokles bezeichneten den Ort als „Polis“.
Das Römische Reich übernahm im Jahr 46 n. Chr. die Kontrolle über die Stadt, die Teil der Provinz Moesien wurde. Noviodunum – das 2 km östlich der heutigen Stadt liegt – wurde befestigt und das wichtigste militärische und wirtschaftliche Zentrum der Region. Hier war die Basis der Römischen Marine an der unteren Donau, dann zeitweise das Hauptquartier der Legio V Macedonica, der Legio I Italica und der Legio I Iovia.
Um 170 wurden die Römischen Siedlungen in der Dobrudscha vom dakischen Stamm der Costoboci aus dem Gebiet der heutigen Republik Moldau angegriffen. Im 3. Jahrhundert folgten Attacken der Karpen und Goten. Vermutlich im Jahr 247 mussten die Römer Noviodunum aufgeben. Die Karpen plünderten die Stadt und versklavten ihre Bewohner. Die Festungsanlagen wurden wahrscheinlich während der Einfälle der Goten und Heruler im Jahr 267 zerstört, während der Herrschaft des römischen Kaisers Gallienus. Aus dieser Zeit stammen zahlreiche archäologische Funde, einschließlich eines Schatzes von 1071 römischen Münzen. Die Plünderungen ließen Noviodunum spätestens ab dem Ende des 3. Jahrhunderts unbewohnt und zerstört zurück.
Unter der Herrschaft des Kaisers Konstantin des Großen (306–337) wurden die Festungsanlagen erneuert; Ziel war, die Grenzen des Römischen Reiches an der unteren Donau wieder zu stabilisieren.
Im 4. Jahrhundert wurde die Stadt ein Zentrum des christlichen Lebens. Im nahe gelegenen Ort Niculițel wurde 1971 das Grab von vier christlichen Märtyrern entdeckt, die wahrscheinlich in Noviodunum während der Christenverfolgungen unter Diokletian (303–304) und Licinius (308–324) getötet wurden.
369 fand am gegenüberliegenden Donauufer eine Schlacht zwischen römischen Truppen des Kaisers Valens und den Terwingen unter Athanarich statt.
Nach der Teilung des Römischen Reiches wurde Noviodunum Teil des Byzantinischen Reiches und war ein wichtiger Flottenstützpunkt. Zwischen 434 und 441 gehörte die Stadt zum Hunnischen Reich. Nach dem Tod Attilas war die Region ein Teil des Herrschaftsgebietes seines Sohnes Hernac.
Im frühen 6. Jahrhundert begannen sich Slawen anzusiedeln, worüber ein Bericht des Geschichtsschreibers Jordanes aus dem Jahr 551 Zeugnis gibt. Die Stadt gehörte wieder zum Byzantinischen Reich, hatte aber unter häufigen Überfällen verschiedener Nomadenvölker (Kutriguren 559, Awaren 561/562) zu leiden. In der Mitte des 6. Jahrhunderts wurden neue Festungsanlagen errichtet; unter Kaiser Justinian I. wurde die Stadt ein Bischofssitz.
Während der Herrschaft des Kaisers Phokas (602–610) siedelten sich neben Slawen auch zahlreiche Awaren an. Die byzantinische Herrschaft wurde zunehmend geschwächt, bis im Jahr 681 das Byzantinische Reich das Erste Bulgarische Reich anerkannte und seine Ansprüche auf die Region aufgab. Von da an existieren für mehr als 300 Jahre keine schriftlichen oder archäologischen Hinweise auf die Existenz der Stadt.

### Mittelalter
Um 950 sprach der byzantinische Kaiser Konstantin VII. von sechs wüsten Städten im Gebiet, was die früheste Erwähnung der Stadt nach langer Zeit sein könnte. 971 wurde Isaccea in das Byzantinische Reich eingegliedert, die Verteidigungsanlagen wieder hergestellt. 1036 ließen sich Petschenegen nieder. Sie trieben einen lebhaften Handel mit den Byzantinern, was zu einem bedeutenden wirtschaftlichen Aufschwung führte. Die Petschenegen assimilierten sich und traten in der Geschichte der Stadt bald nicht mehr in Erscheinung.

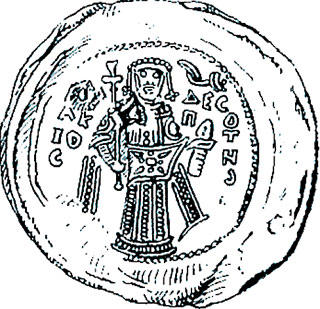
Siegel von Isaak II., gefunden in Isaccea

In der Mitte des 12. Jahrhunderts wurde Isaccea durch Angriffe der Kumanen vollständig zerstört und anschließend wieder aufgebaut. Während der nächsten Jahrzehnte wurde die Stadt wieder zu einem wichtigen Militärstützpunkt. Auch aus dieser Zeit stammen wichtige archäologische Funde, u. a. ein Siegel des byzantinischen Kaisers Isaak II.
Im späten 13. Jahrhundert siedelten sich Tataren an. Zwischen 1280 und 1299 war die Stadt ein Ausgangspunkt Kara Nogai Khans für die Feldzüge gegen die bulgarische Stadt Tarnowo. Sie war damals ein muslimisches Zentrum und Residenz des türkischen Derwischs Sarı Saltuk. Der arabische Chronist Abu l-Fida schilderte im frühen 14. Jahrhundert die Stadt als überwiegend türkisch bewohnt und byzantinisch regiert. Isaccea wurde Zentrum eines byzantinischen Despotats, das zwischen 1332 und 1337 ein Vasall der Goldenen Horde wurde. In dieser Zeit taucht für die Stadt der Name Saqčï auf.
Die Tataren unterhielten in der Stadt eine Münzprägeanstalt, deren Münzen zwischen 1286 und 1351 mit griechischen und arabischen Buchstaben geprägt wurden.
Im späten 14. Jahrhundert war die Stadt vorübergehend unter Kontrolle des walachischen Fürsten Mircea cel Bătrân. 1417 eroberten die Osmanen unter Mehmed I. die Stadt und stationierten hier eine Garnison. 1462 wurde die Stadt von Vlad Țepeș für die Walachei zurückerobert; seine Soldaten verübten ein Massaker an der bulgarischen und türkischen Stadtbevölkerung. 1484 übernahmen die Osmanen wieder die Herrschaft und gliederten Isaccea in die Provinz Silistrien ein.
Das Massaker und die Zerstörung der Stadt 1462 änderten die ethnische Zusammensetzung der Stadt grundlegend. Diese blieb im 16. Jahrhundert eine kleine, meist von Christen bewohnte Stadt. Durch den Sieg Mehmed II. gegen die Walachen und die Eroberungen Bayezid II. (Kilija und Akkerman) war Isaccea nicht mehr unmittelbar bedroht, so dass die Osmanen keinen Grund mehr sahen, die Festungsanlagen wieder aufzubauen.
1574 scheiterte der moldauische Fürst Ioan Vodă cel Viteaz durch Verrat eines Heerführers mit dem Versuch, die Stadt – die rumänisch damals Oblucița genannt wurde – zu erobern. 1598/1599 kam es zu Auseinandersetzungen zwischen den Osmanen und dem walachischen Fürsten Mihai Viteazul, der Isaccea vorübergehend unter seine Kontrolle bringen konnte.
1603 setzten Kosaken die Stadt in Brand. Sultan Osman II. begann daraufhin mit einer Reihe von Feldzügen gegen die Kosaken; auch veranlasste er 1620 die erneute Errichtung einer Festung, diesmal an einer anderen Stelle.
Im Dezember 1673 wurde im osmanischen Feldlager der Stadt der Adlige Dumitrașcu Cantacuzino zum Fürsten des vom Osmanischen Reich abhängigen Fürstentums Moldau gewählt.

### Neuzeit
Während der Russisch-Türkischen Kriege im 18. und 19. Jahrhundert wurde Isaccea mehrfach von Truppen beider Seiten besetzt, dabei einige Male in Brand gesetzt und komplett zerstört.
In den 1770er Jahren wurde Isaccea drei Mal belagert (1770, 1771, 1779), 1771 dabei von den Russen erobert, die die Festungsanlagen und die Moscheen zerstörten. Nach zehn Jahren des Krieges standen in der Stadt noch 150 Häuser. Im Krieg von 1787–1792 kaperte die russische Flotte bei Isaccea unter José de Ribas die türkische Flotte. Während des Krieges wechselte die Stadt mehrfach den Besitzer. Im Verlauf des Krieges 1828–1829 kapitulierte die osmanische Besatzung von Isaccea am 30. Mai 1828 ohne Widerstand. 1853 – während des Krimkrieges – wurde Isaccea erneut von den Russen belagert und am 11. (23.) März 1854 befreit. bevor sich das Kampfgeschen auf die Krim-Halbinsel verlagerte und die Stadt dann von der russischen Armee im Juni verlassen wurde.
Im Zuge des Russisch-Osmanischen Krieges (1877–1878) wurde Isaccea kampflos von russischen Truppen eingenommen; viele muslimische Bewohner flohen aus der Stadt.
Nach dem Krieg wurde die Dobrudscha und damit auch Isaccea ein Teil Rumäniens.
1915 beschrieb der rumänische Historiker Nicolae Iorga Isaccea als „eine Ansammlung kleiner und ärmlicher Häuser verteilt auf einem Hügel“.
Während des Ersten Weltkrieges überquerten 1916 russische Streitkräfte die Donau bei Isaccea, um die rumänischen Truppen in ihrem Krieg gegen die Mittelmächte zu unterstützen. Nach dem Scheitern dieser Aktion zogen sich Russen und Rumänen zurück und mussten die Stadt am 24. Dezember 1916 den deutschen und bulgarischen Truppen überlassen. Nach Kriegsende kam Isaccea wieder unter rumänische Verwaltung.
Die wichtigsten Wirtschaftszweige von Isaccea sind die Landwirtschaft, der Fischfang und der Tourismus.

## Bevölkerung
1930 lebten auf dem Gebiet der heutigen Stadt etwa 4500 Bewohner, darunter etwa 3500 Rumänen, 600 Russen, 350 Türken und Tataren und 50 Bulgaren. Bei der Volkszählung 2002 wurden 5374 Einwohner gezählt, darunter 5118 Rumänen, 208 Türken und 21 Ukrainer. Etwa 4800 lebten in Isaccea selbst, die übrigen in den beiden eingemeindeten Ortschaften.

## Verkehr
Isaccea verfügt über keinen Bahnanschluss. Durch die Stadt führt die Europastraße 87 von Odessa nach Antalya. Es bestehen regelmäßige Busverbindungen nach Tulcea und Constanța.

## Energie
Südlich von Isaccea befindet sich das einzige 750-kV-Umspannwerk in Rumänien, welches neben den Umspannwerken in Suworowo (Bulgarien), Widelka (Polen) und Albertirsa (Ungarn) das einzige derartige Umspannwerk in der EU ist. Es ist das einzige Umspannwerk für 750 kV in der EU, von dem aus zwei 750-kV-Leitungen ausgehen – eine in die Ukraine zum Kernkraftwerk Süd-Ukraine, welche die Donau auf 2118 Meter ohne Masten kreuzt, und eine nach Suworowo. Letztere Leitung wird zurzeit mit 400 kV betrieben.

## Sehenswürdigkeiten
- Reste der römischen Stadt Noviodunum ad Istrum
- Kirche Sf. Gheorghe (18. Jahrhundert)
- Moschee Geamia Azizie (18. Jahrhundert)
- Kloster Cocoș (1883–1913, 6 km südlich)

## Söhne und Töchter der Stadt
- George Curcă (* 1981), Fußballspieler